# Julius Worpitzky
Julius Daniel Theodor Worpitzky (Karlsburg, Mecklemburgo-Pomerânia Ocidental, 10 de maio de 1835 – Berlim, 4 de março de 1895) foi um matemático alemão. Trabalhou principalmente com frações contínuas, números de Bernoulli, números de Euler e cálculo de integrais definidas.
Sepultado no Cemitério I das comunidades da Igreja de Jerusalém e Nova Comunidade da Igreja em Berlim.

## Obras
- Beitrag zur Integration der Riccatischen Gleichung, C. A. Koch’s Verlags-Buchhandlung Th. Kunike, Greifswald 1862
- Untersuchungen über die Entwickelung der monodromen und monogenen Functionen durch Kettenbrüche, Jahresbericht Friedrichs-Gymnasium und Realschule, Gustav Lange, Berlim 1865
- Ueber die Endlichkeit von bestimmten Integralen und Reihensummen, W. Ratz, Jena 1867 (Inaugural-Dissertation)
- Elemente der Mathematik für gelehrte Schulen und zum Selbststudium, Weidmannsche Buchhandlung, Berlin 1872 (Heft 1) 1874 (Hefte 2 bis 4) 1883 (Heft 5)
- Lehrbuch der Differential- und Integral-Rechnung, Weidmannsche Buchhandlung, Berlim 1880 (im Internet-Archiv: )
- Zahl, Grösse, Messen, in: Festschrift zu der zweiten Säcularfeier des Friedrichs-Werderschen Gymnasiums zu Berlin, Weidmannsche Buchhandlung, Berlim 1881, p. 335–348 (im Internet-Archiv: )
- Studien über die Bernoullischen und Eulerschen Zahlen, Crelles Journal 94, 1883, p. 203–232